# Општина Брагадиру (Телеорман)
Брагадиру (рум. Bragadiru) општина је у Румунији у округу Телеорман.
Oпштина се налази на надморској висини од 32 m.